# Palloseura Kemi Kings
Kemi City Football Club, wcześniej znany jako Palloseura Kemi Kings – fiński klub piłkarski, mający siedzibę w Kemi, w prowincji Laponia na zachodzie kraju.

## Historia
Chronologia nazw:
- 1999–2019: Palloseura Kemi Kings
- 2019–: Kemi City Football Club

Klub został założony 21 października 1999 roku jako Palloseura Kemi Kings po fuzji miejscowych klubów Kemin Palloseura (KePS), Kemin Pallotoverit-85 (KPT-85) i Visan Pallo. Wszystkie trzy zespoły nadal funkcjonują jako mniejsze kluby, posiadające tylko zespoły juniorów młodszych od kategorii B.
W sezonie 2001 zespół debiutował w drugiej lidze. W 2003 zdobył mistrzostwo w grupie północnej, ale w meczach play-off nie potrafił awansować do pierwszej ligi. W 2006 klub dotarł do ćwierćfinału Pucharu Finlandii, a w 2007 ponownie zdobył mistrzostwo w grupie C, ale tym razem bezpośrednio awansował do pierwszej ligi. Po zakończeniu sezonu 2011 zajął 10 miejsce w końcowej tabeli i spadł z powrotem do drugiej ligi. W sezonie 2013 i 2014 uplasował się na 1. miejscu w grupie północnej, ale w pierwszym podejściu w barażach nie potrafił awansować, dopiero za drugim razem udało się zdobyć awans do pierwszej ligi. W następnym 2015 sezonie zespół ponownie zdobył mistrzostwo i po raz pierwszy zdobył awans do najwyższej ligi Mistrzostw Finlandii.

## Sukcesy

### Trofea krajowe
| \| \| Zdobyte trofea w rozgrywkach Finlandii (stan na: 31-12-2015) \| |                                                              |      |          |
| Rozgrywki                                                             | Osiągnięcie                                                  | Razy | Sezon(y) |
| Mistrzostwo                                                           | I miejsce                                                    |      |          |
| Mistrzostwo                                                           | II miejsce                                                   |      |          |
| Mistrzostwo                                                           | III miejsce                                                  |      |          |
| Mistrzostwo                                                           | ? miejsce                                                    | 1    | 2016     |
| Puchar                                                                | zdobywca                                                     | 0    |          |
| Puchar                                                                | finalista                                                    | 0    |          |
| Puchar                                                                | 1/4 finału                                                   | 1    | 2006     |
| II liga                                                               | I miejsce                                                    | 1    | 2015     |
| II liga                                                               | II miejsce                                                   | 0    |          |
| II liga                                                               | III miejsce                                                  | 0    |          |
| Finlandia                                                             | Zdobyte trofea w rozgrywkach Finlandii (stan na: 31-12-2015) |      |          |

- mistrz II ligi: 2003, 2007, 2013, 2014

## Stadion
Klub rozgrywa swoje mecze domowe na stadionie Sauvosaaren Urheilupuisto w mieście Kemi, który może pomieścić 4,500 widzów.